# Dalbyover Kirke
Dalbyover Kirke ligger i den vestlige udkant af landsbyen Dalbyover ca. 20 km NØ for Randers (Region Midtjylland). Indtil Kommunalreformen i 2007 lå den i Århus Amt, og indtil Kommunalreformen i 1970 i Gjerlev Herred (Randers Amt)
Kor og skib er opført i romansk tid af granitkvadre over skråkantsokkel. Syddøren er bevaret i brug med indvendige karme, der er pyntet med tovstave, syddøren har oprindelig været retkantet som den tilmurede norddør, der har bevaret en omløbende rundstav. Østvinduet er bevaret som indvendig niche. Tårnet er opført i sengotisk tid og blev stærkt skalmuret i 1891, da man opførte det nyromanske våbenhus mod syd. I våbenhuset ses et brudstykke af en runesten, som man har fundet i kirkediget, teksten tolkes: "Tue, kitu søn satte (stenen efter) sin fætter, Thorgnys foster søn".
Den runde korbue er overpudset og muligvis udvidet. Kor og skib har fået indbygget hvælv i sengotisk tid. I hvælv og korbue har man afdækket kalkmalet, dekorativ udsmykning fra slutningen af 1400-tallet udført af de såkaldte håndværksmalere. Altertavlen i rokoko er fra 1762 og er skænket af Erik Rosenkrantz baron Holck og Hedvig Margrethe Raben, i storfeltet ses det oprindelige maleri, som en tid var afløst af en kopi efter Carl Bloch, kopien er nu opsat på bagsiden af altertavlen, storfeltet flankeres af Peter og Paulus.
I koret står en træfont, som formodentlig er samtidig med altertavlen, fonten er udformet som en putto, der holder kummen og står på en krukke, hvorfra vandet strømmer ud. Kirken har haft en romansk granitfont med bukler, et brudstykke af denne er nu i Randers museum. Prædikestolen er som altertavlen fra 1762 og er skænket af samme personer. Foran orglet er opstillet en række rokokomalerier fra et pulpitur.
I tårnrummet er ophængt rester af et epitafium over etatsråd Peder Marsvin til Trudsholm (død 1758). Peder Marsvin har været gravsat i tårnrummet.

## Eksterne kilder og henvisninger
- Wikimedia Commons har flere filer relateret til Dalbyover Kirke
- Dalbyover Kirke på gravstenogepitafier.dk
- Dalbyover Kirke Arkiveret 31. januar 2011 hos  Wayback Machine på nordenskirker.dk
- Dalbyover Kirke på KortTilKirken.dk